# Rances (Aube)
Rances é uma comuna francesa na região administrativa de Grande Leste, no departamento de Aube. Estende-se por uma área de 3,81 km². Em 2010 a comuna tinha 47 habitantes (densidade: 12,3 hab./km²).